# Red Bull RB19
El Red Bull RB19 fue un monoplaza de Fórmula 1 diseñado por Red Bull Racing para competir en la temporada 2023. El automóvil fue presentado en la ciudad de Nueva York el 3 de febrero de 2023. Estadísticamente se encuentra como el monoplaza más dominante de la historia de la competición. Ganó 21 de las 22 carreras en las que compitió, batiendo el récord de mayor número de victorias en una sola temporada, que ostentaba el Mercedes F1 W07 Hybrid de 2016 con 19 victorias; y el récord de mayor porcentaje de victorias en una temporada. Este último récord, que lo poseía el McLaren MP4/4 de 1988 (93.7%), se creía bastante complicado a batir debido a la gran competitividad del deporte en los últimos años, pero desde el cambio de regulación aerodinámica de la temporada 2022, Red Bull no ha tenido rival y ha creado el que se considera por muchos el mejor monoplaza que ha competido en la Fórmula 1. Registró un 95.45% de victorias en el año 2023.  Este monoplaza fue conducido por Max Verstappen y Sergio Pérez.

## Resultados
(Clave) (negrita indica pole position) (cursiva indica vuelta rápida)

| Año     | Motor                   | Neu. | N.º | Pilotos        | 1   | 2   | 3   | 4   | 5   | 6   | 7   | 8   | 9   | 10  | 11  | 12  | 13  | 14  | 15  | 16  | 17  | 18  | 19  | 20  | 21  | 22  | Puntos | Pos. |
| ------- | ----------------------- | ---- | --- | -------------- | --- | --- | --- | --- | --- | --- | --- | --- | --- | --- | --- | --- | --- | --- | --- | --- | --- | --- | --- | --- | --- | --- | ------ | ---- |
| 2023    | Honda RBPTH001 V6 Turbo | P    |     |                | BHR | ARA | AUS | AZE | MIA | MON | ESP | CAN | AUT | GBR | HUN | BEL | NED | ITA | SIN | JPN | QAT | USA | MEX | SÃO | LVG | ABU | 860    | 1.º  |
| 2023    | Honda RBPTH001 V6 Turbo | P    | 1   | Max Verstappen | 1   | 2   | 1   | 23  | 1   | 1   | 1   | 1   | 1   | 1   | 1   | 1   | 1   | 1   | 5   | 1   | 12  | 1   | 1   | 1   | 1   | 1   | 860    | 1.º  |
| 2023    | Honda RBPTH001 V6 Turbo | P    | 11  | Sergio Pérez   | 2   | 1   | 5   | 1   | 2   | 16  | 4   | 6   | 32  | 6   | 3   | 2   | 4   | 2   | 8   | Ret | 10  | 45  | Ret | 43  | 3   | 4   | 860    | 1.º  |
| Fuente: |                         |      |     |                |     |     |     |     |     |     |     |     |     |     |     |     |     |     |     |     |     |     |     |     |     |     |        |      |